# Daniel Heinsius

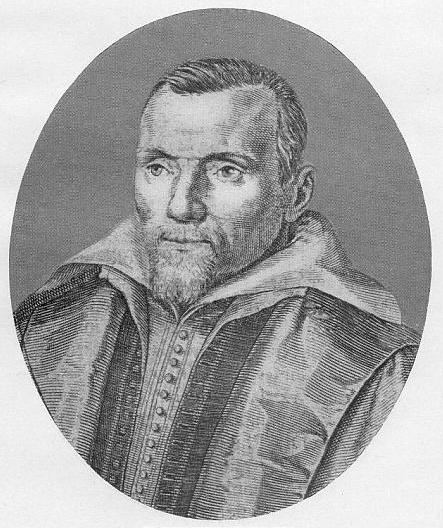
Daniel Heinsius

Daniël Heinsius (oder Heyns; * 9. Juni 1580 in Gent; † 25. Februar 1655 in Den Haag) war ein bekannter Gelehrter der niederländischen Renaissance.

## Leben
1583 flüchteten Heinsius’ protestantische Eltern mit ihren Kindern aus den Spanischen Niederlanden. Sie ließen sich erst in Veere in Zeeland nieder, zogen dann für kurze Zeit nach England, später nach Rijswijk, um sich schließlich in Vlissingen niederzulassen. Mit 16 Jahren schickte ihn sein Vater auf die Universität Franeker, um Rechtswissenschaften zu hören. Er blieb dort ein halbes Jahr und wechselte dann zur Universität Leiden, wo er die restlichen sechzig Jahre seines Lebens als Bibliothekar der Universitätsbibliothek Leiden verbrachte. Hier studierte er bei Joseph Justus Scaliger, fand Kontakt zu Philips van Marnix, Herr von Mont Saint Aldegonde, Janus Dousa (1545–1604), Paulus Merula, Petrus Scriverius und anderen.
Seine Kenntnisse in den klassischen Sprachen wurden von angesehenen Gelehrten aus ganz Europas gelobt. Angebote für das Ausland schlug er ab, er wollte keine Position außerhalb der Niederlande annehmen, und sei sie noch so ehrenvoll. 1602 wurde er zum Professor für Latein ernannt, 1605 zum Professor für Griechisch, und 1607, nach Merulas Tod, folgte er diesem als Bibliothekar der Universität.
Heinsius’ niederländische Gedichte gehören zur Schule von Roemer Visscher (1547–1620), erreichen kein hohes Niveau, wurden aber dennoch von Martin Opitz bewundert, der als Schüler von Heinsius mit der Übersetzung seiner Gedichte den reimenden Alexandriner in Deutschland einführte.
1616 veröffentlichte er seine gesammelten niederländischen Gedichte in einem Band. Er gab Terenz 1618 heraus, Livius 1620 und veröffentlichte sein Lehrgedicht De contemptu mortis 1621 sowie die Episteln des Joseph Justus Scaliger 1627.
Daniel Heinsius ist der Vater des Philologen und neulateinischen Lyrikers Nikolaes Heinsius des Älteren (1620–1681) und der Großvater des Schriftstellers Nikolaes Heinsius des Jüngeren (1656–1718).

## Werke
- Iambi (1602),
- Elegiarum libri III. Mair, Leiden 1603. (Digitalisat)
- Emblemata amatoria, Gedichte auf Niederländisch und Latein, wurden erstmals 1604 gedruckt. (Digitalisat)
- Danielis Heinsii Poemata Latina Et Graeca. Janßon, Amsterdam 1605. (Digitalisat der Ausg. 1649)
- Hesiod Hesiodi Ascraei quae extant, Cum Graecis scholiis, Procli, Moschopuli, Tzetzae, in Erga kai Hēmeras: Io. Diaconi & incerti in reliqua. Plantin, Ravelingen 1603. (Digitalisat)
- Theokrit (1604), Bion und Moschos (1604)
- Danielis Heinsii Orationes aliquot, quarum indicem sequens exhibebit pagina. Cum dissertatione de libello, quem Περὶ κόσμου vulgo inscribunt, & Aristoteli attribuunt. Leiden, Patius 1609. (Digitalisat)
- Horaz (1610)
- Aristoteles, Seneca (1611)
- In cruentum Christi sacrificium, siue Domini passionem, homilia. Elzevir, Leiden 1613. (Digitalisat)
- Das Massaker der Unschuldigen (Tragödie) (1613)
- De politica sapientia oratio. Elzevir, Leiden 1614. (Digitalisat)
- Oratio Politica. Elzevir, Leiden 1613. (Digitalisat)
- Cras Credo Hodie Nihil. Sive Modus tandem sit ineptiarum. Satyra Menippaea. Hallmayer, Nürnberg 1626. (Digitalisat)
- Laus Pediculi: quondam Solis Mendicorum Patribus conscriptis a Daniele Heinsio inscripta, nunc Cum omnibus iis, quorum deliciae sunt, Animalculum istud nutrire vel venari, communicata. Gelasimus Sticho. 1629. (Digitalisat)
- Sacrarum exercitationum ad novum testamentum libri XX. Daniel, Cambridge 1640. (Digitalisat)
- De tragoediae constitutione liber. Elzevir, Leiden 1643. (Digitalisat)